# Kreditno pismo
Kreditno pismo je vrijednosni papir kod koje asignant (banka izdavatelj) daje nalog asignatu (korespondirajuća banka) da iznos iz kreditnog pisma isplati asignataru (korisniku kreditnog pisma). Iznos iz kreditnog pisma se može isplaćivati sukcesivno. 
Postoje dvije varijante kreditnog pisma: 
- Opće kreditno pismo kod kojeg je određena jedna ili dvije banke asignat (korespondirajuća banka)
- Cirkularno kreditno pismo (češće u praski) sadrži popis banaka (asignata) kod kojih se kreditno pismo može isplatiti.

Kreditno pismo kao vrijednosni papir mora sadržavati:
1. Naziv asignanta
2. Naziv ili popis asignata
3. Ime asignatara
4. Maksimalni iznos na koji glasi
5. Vrijeme i mjesto izdavanja
6. Potpis asignanta